# Mount Richmond Forest Park
Der Mount Richmond Forest Park ist ein unter Naturschutz stehender Wald in der Region Marlborough auf der Südinsel von Neuseeland. Der Park untersteht dem Department of Conservation.

## Namensherkunft
Der Park erhielt seinen Namen in Anlehnung an den Mount Richmond, der mit seinen 1760 m Höhe die höchste Erhebung im Park darstellt.

## Geographie
Der 165,946 Hektar große Mount Richmond Forest Park befindet sich südöstlich von Nelson in den Bergen der Richmond Range, der Bryant Range und der Bull Range, im nördlichen Teil der Südinsel. Der Park besteht aus sieben Teilen, wobei der größte Teil des Parks sich über eine Länge von rund 85 km über die Richmond Range und mit einem Nebenzweig über die Bryant Range erstreckt. An seiner breitesten Stelle mist der Park ca. 25 km. Zwei weitere mehrarmige Teile befinden sich am nordöstlichen Ende des Parks, während die restlichen Teile, als kleine versprengte Inseln die größeren teile des Parks flankieren. Zu erreichen ist der Park über die New Zealand State Highway 6 und 63, die den Park im Norden und Osten, sowie im Süden und Westen umgrenzen. An der Südseite des Parks fließt der Wairau River in Richtung Osten und mündet bei Blenheim in den Pazifischen Ozean.
Einziger See im Park ist der vor rund 2000 Jahren, vermutlich durch ein Erdbeben aufgestaute See Lake Chalice.

## Geschichte
Der Mount Richmond Forest Park wurde am 4. März 1977 mit der Veröffentlichung und Bekanntmachung in der New Zealand Gazette seiner Bestimmung übergeben.